# Стелла Адамс
Стелла Адамс (англ. Stella Adams; 24 квітня 1883 — 17 вересня 1961) — американська акторка епохи німого та раннього звукового кіно.

## Життєпис та кар'єра
Народилася 24 квітня 1883 року у місті Шерман (Техас).
Хоча акторка знялася лише у 12 повнометражних фільмах, вона виконала ролі також у близько 150 німих короткометражках, переважно у головних ролях. Її акторським дебютом став фільм «Під владою султана» (англ. In the Sultan's Power) (1909), у якому вона зіграла головну роль. Ця стрічка є помітною подією в розвитку кіноіндустрії США, адже стала першим фільмом, повністю знятим на західному узбережжі, в період, коли більшість фільмів знімалися у Нью-Джерсі та Нью-Йорку.
Стелла Адамс, почавши працювати у Nestor Film Company, разом з компанією переїжджає до Каліфорнії. Її ранніми фільмами були переважно комедії та вестерни. Пізніше разом з режисером Елом Крісті, коли він засновує власну студію, вона залишає Nestor Film Company.
1917 року акторка переїжджає до свого чоловіка в Чикаго.
Майже через 20 років після дебюту у стрічці «Під владою султана» Стелла Адамс знову знялася у повнометражній німій картині «Мене, гангстере» (англ. Me, Gangster) режисера Рауля Волша. Протягом наступних восьми років акторка зіграла ще в десяти фільмах, завершивши кар'єру 1936 року.
Стелла Адамс була одружена з пресс-агентом Джеймсом Вайттендейлом.
Померла Стелла Адамс 17 вересня 1961 року у Вудленд-Гіллз (Каліфорнія). Похована на цвинтарі Голгофа в Лос-Анджелесі.

## Фільмографія
- Під владою султана (1909)
- Мене, гангстере (1928)
- Студія спокуси (1932)
- Кажан-вампір (1933)
- Мати-одиночка (1933)
- Співай, грішнице, співай (1933)
- Вихор (1933)
- Сестра Юди (1933)
- Кого знищують боги (1934)
- Хлопчина з Торонто (1936)
- Король виходить (1936)
- Теодора божеволіє (1936)